# Pinellan puisto
Le parc de Pinella (finnois : Pinellan puisto) est un parc du quartier de Keinusaari à  Hämeenlinna en Finlande,.

## Présentation
Au cours de son mandat dans les années 1840, le gouverneur Otto Carl Rehbinder  prête attention au développement des parcs à Hämeenlinna. 
À son initiative, on crée le parc municipal d'Hämeenlinna et le petit parc Pinella sur la rive du lac Vanajavesi. 
On y a plante des arbres, des pelouses, des parterres de fleurs et crée des sentiers avec des bancs peints en vert. 
Le restaurateur A. Nordin loue une zone du parc avec le vieux magasin qu'y s'y trouve. 
Dans les années 1860, il y ouvre un restaurant qu'il nomme Pinella et achète en Suède un petit bateau à roues à aubes. 
Manœuvré par des jeunes filles suédoises, le bateau sert à transporter douze clients du  parc municipal vers le restaurant. 
L'été suivant, des jeunes filles d'Hämeenlinna sont embauchées pour assurer ce travail, mais elles sont si peu formées qu'elles ne réussiront pas à mouvoir le bateau qui restera sur les rives de Keinusaari et sera revendu à Tampere en 1867.
Le nouveau propriétaire du restaurant opte pour un bateau à vapeur.
De nombreux concerts ont alors lieu dans le parc Pinella qui est un endroit populaire jusqu'aux années 1870, après quoi l'activité commencera à décliner. 
L'ancien restaurant est gravement détruit par un incendie et le bâtiment est démoli en 1885.  
L'ancien parc a également commencé à se dégrader et à la fin des années 1880, il ne reste que quelques bancs. 
Vers la fin du XIXe siècle, la ville d'Hämeenlinna loue la plus grande et la plus belle partie du parc à l'entreprise de l'industrie textile Hämeenlinna Verkatehdas Osakeyhtiö.
Un édifice de trois étages, la villa Pinella, est construite en 1906 pour servir de résidence au gestionnaire immobilier de Verkatehdas. 
Dans les années 1960 et 1970, la villa Pinella est habitée par des locataires et abrite pendant quelques années aussi un café. 
En 1984, les locaux sont transformés en bureaux pour le musée d'Art d'Hämeenlinna.
En 1963, le jardinier municipal, Erkki Saarinen, conçoit l'aménagement actuel du parc Pinella. 
Devant le musée d'Art est érigée la statue en bronze  Vasikanjuottaja sculptée en 1946 par Aukusti Veuro (fi).